# Ministerstwo Zatrudnienia i Polityki Społecznej
Ministerstwo Zatrudnienia i Polityki Społecznej (hiszp. Ministerio de Empleo y Seguridad Social) – resort odpowiedzialny za proponowanie i wdrażanie polityki rządu w zakresie prawa pracy, pomocy społecznej, imigracji i emigracji. Ministerstwo zostało utworzone 21 grudnia 2011 królewskim dekretem. Od 2018 ministrem jest Magdalena Valerio.